# Parti nationaliste du Québec
Nacjonalistyczna Partia Quebecu (fr. Parti nationaliste du Québec) – nacjonalistyczna,  frankofońska partia polityczna działająca w Kanadzie w początkach lat osiemdziesiątych XX wieku. Partia ta nieco mniej radykalna niż jej poprzedniczka  Union Populaire, miała podobne cele - osiągnięcie pełnej niezależności Quebecu i odłączenie tej prowincji od Kanady. Partia nigdy nie zdołała uzyskać mandatu parlamentarnego, lecz utorowała drogę do powstania pierwszej silnej partii nacjonalistycznej Blok Quebecu. Partia ta była blisko związana z Partią Quebecu będącą jej federalną filią. Jej założyciel Marcel Leger był jednym z pierwszych aktywistów Partii Quebecu, którzy zdobyli mandat do parlamentu federalnego.